# آتش پارسی
کتاب آتش ایرانی با تیتر دوم اولین امپراتوری جهان و جنگ برای غلبه بر غرب کتابی نوشتهٔ تام هالند، تاریخ‌نگار مردم پسند بریتانیایی است که به گفته نقدنویس روزنامه سوئیسی، تاریخ را برای خواندن بخش گسترده مردم می‌نویسد. این کتاب در سال انتشار یعنی ۲۰۰۵ م و چهار سال بعد یکی از پرفروش‌ترین کتاب‌های تاریخی موضعی بود و در بسیاری از رسانه‌های جهان بازتاب داشت. امروزه نتیجه تحقیقات تام هالند در این کتاب در بسیاری مراجع علمی، دانشگاهی و ویکی‌پدیا سند محسوب و به مستندات آن اشاره می‌شود (رجوع کنید به کلیه مقالات مربوط به جنگ‌های ایران و یونان از جمله نبرد ترموپیل، نبرد ماراتون و غیره به زبان‌های اروپایی). کتاب چند ماه پس از انتشار به بسیاری از زبان‌های زنده دنیا ترجمه شد. این کتاب دوازده سال پس از انتشار، در سال ۱۳۹۶ توسط مانی صالحی علامه با نام آتش پارسی به فارسی ترجمه شد.

## موضوع کتاب
تام هالند، در این کتاب ایران باستان را از زمان هخامنشی تا قرن‌های بعد به زبانی ساده و گیرا معرفی کرده و خواسته‌ها، گرایش‌ها و توانایی‌های اجتماعی، فرهنگی و نظامی ایرانیان را به صورت گسترده روایت می‌کند. هولند ادعا می‌کند که حمله ارتش خشایارشاه به غرب با در نظر گرفتن تناسب‌ها، بزرگترین حرکت نظامی در تاریخ بشر بوده. او احتمالاً در دوران نوشتن این کتاب یعنی زمان جنگ متفقین غربی در عراق و افغانستان تحت تأثیر قرارگرفته. هالند در بخش‌هایی از کتاب تلویحاً بیان می‌کند که در طول قرن‌های گذشته هیچ مهاجمی به راحتی از عهده ایران بر نیامده و شکست‌های داریوش سوم هخامنشی و یزدگرد سوم (ساسانی) بیشتر بخاطر فروپاشی داخلی کشور بوده تا قدرت قوای مهاجم… او می‌گوید که رومی‌ها (بیزانس) بیش از یکهزار سال بر سر مرزهای ایران ایستادند ولی نتوانستند قدمی به جلو بگذارند و هر کجا که ایرانیان لازم دانستند ایشان را شکست داده و عقب نشاندند. هالند در بخشی از کتاب می‌گوید: درست است که ایرانیان اولین و بزرگترین ابرقدرت حاکم بر بخش بزرگی از آسیا، آفریقا و اروپا بودند، ولی آن‌ها با ملت‌های تحت تسلط با ملایمت رفتار می‌کردند و آزادی‌های فراوانی، از جمله در امور دینی و فرهنگی برایشان قائل بودند. ایرانیان از اقوام مغلوب مالیات نسبتاً کمی کسب کرده و از آن‌ها سربازان داوطلب به خدمت می‌گرفتند. به گفته مفسر روزنامه زوددویچه تسایتونگ بخش بزرگی از این کتاب به موضوع جنگ‌های ایران و یونان می‌پردازد و تام هالند بسیاری از "افسانه"‌های مشکوک و یک جانبه هرودوت تاریخ‌نویس یونانی را تصحیح کرده و به روشنگری می‌پردازد. این مفسر می‌گوید که نویسنده به روش زیبایی جنگ‌های ایران و فرهنگ مبارزه ایرانیان با برده داری را تبدیل به اسطوره پا گرفتن تمدن مدرن اروپاییان کرده.